# ديانا بينيدا
ديانا بينيدا (بالإسبانية: Diana Isabel Pineda Zuleta)‏ هي غطاسة كولومبية، ولدت في 6 سبتمبر 1984 في ميديلين في كولومبيا.

## وصلات خارجية
- ديانا بينيدا على موقع الاتحاد الدولي للسباحة (الإنجليزية)
- ديانا بينيدا على موقع قاعدة بيانات الغوص IAT (الألمانية)
- ديانا بينيدا على موقع أوليمبيديا (الإنجليزية)